# Кочетков, Николай Фёдорович
Николай Фёдорович Кочетков (1905, село Нижегородская губерния — 1980, Горький) — советский политический деятель. Председатель Горьковского горисполкома (1950).

## Биография
Николай Федорович Кочетков родился в 1905 году в семье крестьянина-бедняка деревни Озеро Семеновского уезда Нижегородской губернии. Окончил начальную сельскую школу. В 11 лет пошёл работать на железную дорогу.
В 1925 году вступил в ряды ВКП (б), спустя год стал учиться в Нижегородской губернской совпартшколе. После ее окончания в 1928 году Николай Федорович пошёл работать по партийной линии — в партком завода им. Свердлова, в Балахнинский РК ВКП(б).
В 1931—1932 годах учится в Всесоюзном коммунистическом институте журналистики. И после учебы опять возвратился в Горький, но с повышением в должности — помощником секретаря горкома ВКП(б), затем последовательно третьим, вторым и первым секретарем Автозаводского райкома ВКП (б).
В сентябре 1948 года избран председателем Горьковского областного совета профсоюзов. Позже, 13 февраля 1950 года Николай Федорович был избран председателем Горисполкома (мэром) города Горького.
17 декабря 1950 года стал депутатом Горьковского областного совета трудящихся. 26 декабря 1950 года Николай Федорович Кочетков уволился из-за болезни сердца.
Был награжден 4 орденами.